# Coveñas
Coveñas est une municipalité de Colombie, située dans le département de Sucre.
Coveñas possède un aéroport (code AITA : CVE).
Le port de Coveñas est un terminal majeur pour l'exportation du pétrole colombien. Il est le terminus de l'oléoduc Caño Limón-Coveñas, amenant le pétrole depuis le champ pétrolifère de Caño Limón, ainsi que la plupart des autres pipelines colombiens.
José Gonzalo Rodríguez Gacha, (aussi appelé El Mexicano), est un colombien connu pour être l'un des fondateurs et pilier avec Pablo Escobar du Cartel de Medellín en Colombie. Il a été tué en décembre 1989, près de Coveñas, par la police au cours d'une opération, avec son fils Freddy Rodriguez Celades et deux de ses hommes de main, alors qu'ils se dissimulaient avec plusieurs de ses hommes dans une des multiples propriétés lui appartenant. Il était à l'époque considéré comme le numéro deux des narco-trafiquants du pays.